# Молодеев (Молодеевский) синь-камень
Молодеев (Молодеевский) синь-камень - валун из гранита красного оттенка размером примерно 3 х 2 метра и весом 12 тонн, который может быть отнесен к разряду священных камней как финно-угорской народности меря, так и к артефактам древнеславянской религии.

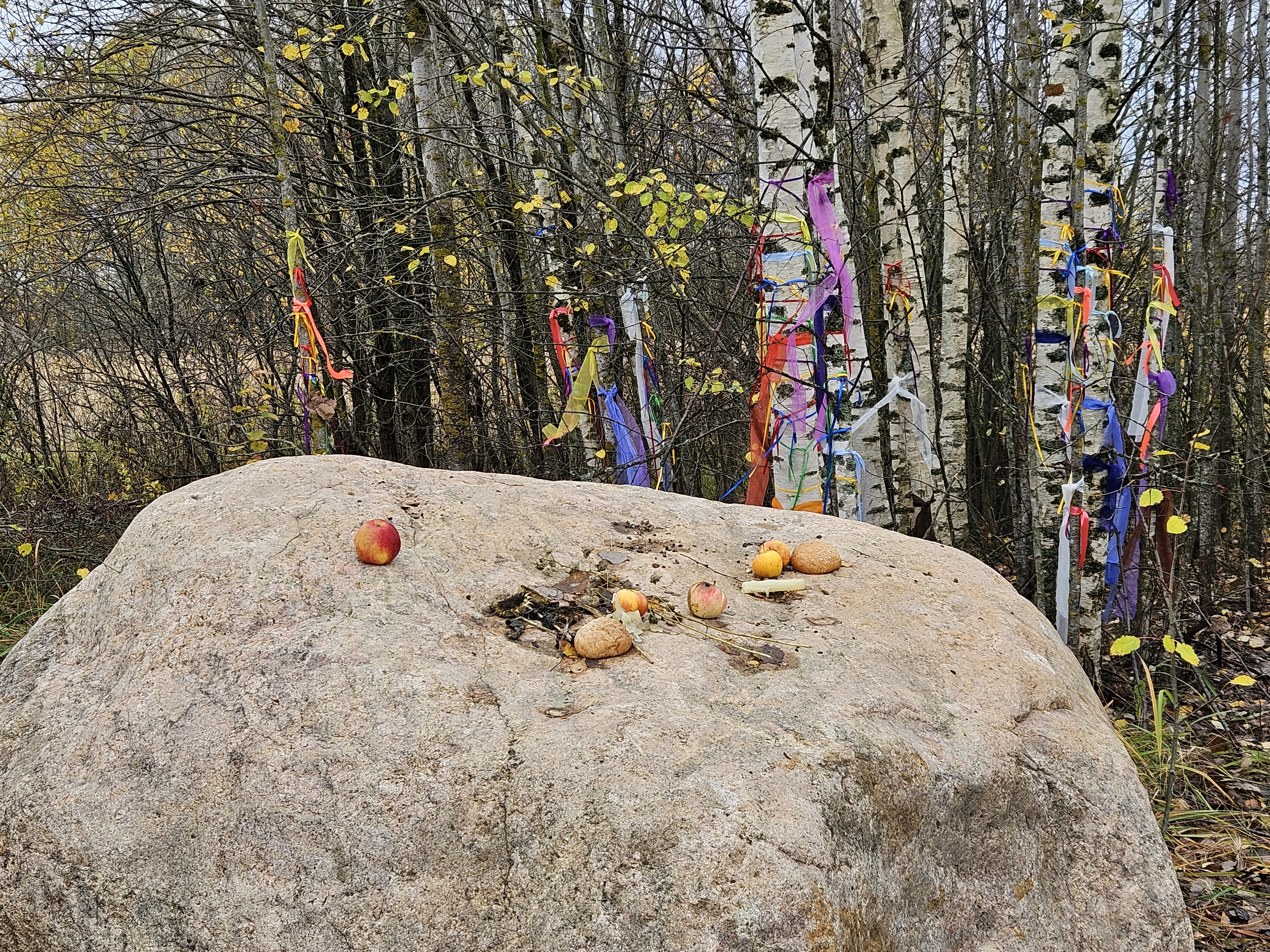

Находится близ деревни Молодеево Костромского района Костромской области в 5 км от Костромы. Расположен в истоке р. Крячевка.
В историческом отношении валун представляет собой одно из редких сохранившихся финно-угорских святилищ. Предполагается, что некогда рядом с ним проводились языческие ритуалы.
Молодеев (Молодеевский) Синь-камень, хотя и не имеет явного синего оттенка, связан с образом Укко — бога грозы в мифологии финно-угорских народов, который назывался «Синяя накидка». Это название камня, несмотря на его красноватый оттенок, символизирует переход от древнего культа воды и камней к более сложным религиозным системам. С приходом славянских племен такие камни начали ассоциироваться с культами Велеса, славянского бога, связанного с природой, духами леса и подземного мира. Велес почитался как защитник стад и проводник душ, а потому священные камни, как Молодеевский Синь-камень, были связаны с представлениями о его божественной защите.
Важным элементом принадлежности камня к древним культам является связь камней с водой. Рядом с Молодеевским Синь-камнем когда-то находился исток реки Крячевки, где могли проводиться обряды омовения и очищения. Хотя сегодня ручей пересох, традиция использования воды для ритуалов сохранилась в виде легенд. Паломники и туристы привозят воду с собой, надеясь, что, омывшись этой водой у камня, они обретут здоровье и молодость. Такая традиция напоминает ритуалы древних меря, но уже в новом, адаптированном виде.
Ссылки:
● Molodeev Blue Stone
● Аномальные и загадочные места Костромской области
● Священные камни народа меря
● Молодеев синь-камень: мифы, легенды и сила древности
● Тайны Костромской земли: Молодеевский синь-камень